# Comitatul Orange, New York
Comitatul Orange este situat în statul  New York,  Statele Unite ale Americii. La recensământul din anul 2000 comitatul avuses 341.367 de locuitori, cu o densitate de 161,5 loc./km². Sediul admistrativ al comitatului de află la Goshen.

## Localitățile comitatului

### Orașe mari
- Middletown
- Newburgh
- Port Jervis

### Sate
- Chester
- Cornwall on Hudson
- Florida
- Goshen
- Greenwood Lake
- Harriman
- Highland Falls
- Kiryas Joel
- Maybrook
- Monroe
- Montgomery
- Otisville
- South Blooming Grove
- Tuxedo Park
- Unionville
- Walden
- Warwick
- Washingtonville
- Woodbury

### Orașe mici
- Blooming Grove
- Chester
- Cornwall
- Crawford
- Deerpark
- Goshen
- Greenville
- Hamptonburgh
- Highlands
- Minisink
- Monroe
- Montgomery
- Mount Hope
- New Windsor
- Town of Newburgh
- Tuxedo
- Wallkill
- Warwick
- Wawayanda
- Woodbury